# Kreis Halberstadt
De Kreis Halberstadt was een kreis in de Duitse Democratische Republiek. De kreis ontstond in 1952 en maakte deel uit van de Bezirk Maagdenburg en ging aansluitend over verder in de Landkreis Halberstadt in de deelstaat Saksen-Anhalt na de hereniging. Kreisstadt was Halberstadt.

## Geschiedenis
Op 25 juli 1952 vond er een omvangrijke herindeling in de DDR plaats, waarbij onder andere de deelstaten hun betekenis verloren en nieuwe Bezirke werden gevormd. Uit de tot dan toe kreisfreie Stadt Halberstadt en delen van de landkreise Oschersleben (Bode) en Wernigerode werd bij deze herindeling de nieuwe Kreis Halberstadt gevormd en ondergebracht in de Bezirk Maagdenburg.
Op 17 mei 1990 werd de kreis in Landkreis Halberstadt hernoemd. Bij de Duitse hereniging later dat jaar werd de landkreis onderdeel van de nieuw gevormde deelstaat Saksen-Anhalt. Uiteindelijk werd de Landkreis Halberstadt in 2007 bij een grote bestuurlijke herindeling opgeheven.